# Yessongs
Yessongs és el primer àlbum en directe de la banda de rock progressiu anglesa Yes, publicat com a àlbum triple el maig del 1973 per Atlantic Records. L'àlbum és una recopilació de gravacions de les seves gires de Fragile i Close to the Edge entre el febrer i el desembre del 1972. La dues cançons de Fragile compten amb Bill Bruford a la bateria; les restants presenten a Alan White, qui llavors ja l'havia substituït.
Yessongs fou un èxit comercial, assolint la posició número 7 al Regne Unit i la número 12 als EUA. A més, va rebre una recepció de la crítica majoritàriament favorable, tot i que hi va haver alguns comentaris negatius sobre la qualitat de l'àudio. L'àlbum va ser certificat platí el 1998 per la Recording Industry Association of America (RIAA), després de vendre més d'un milió de còpies.
L'octubre del 1975, Yessongs, una pel·lícula de concert amb el mateix nom va ser publicada, documentant el concert de Yes al Rainbow Theatre, Londres, el 15 de desembre del 1972.

## Llista de cançons
| 1. | «Opening (fragment de Firebird Suite)» | 20 de novembre del 1972; Uniondale, New York ("Firebird Suite" només la intro) | 3:47  |
| 2. | «Siberian Khatru»                      | 15 de novembre del 1972; Knoxville, Tennessee                                  | 9:03  |
| 3. | «Heart of the Sunrise»                 | 12 de novembre del 1972; Greensboro, Carolina del Nord                         | 11:33 |

| 1. | «Perpetual Change»                                                                                       | 19 i 23 de febrer del 1972; Nova York                  | 14:12 |
| 2. | «And You and I" - I. "Cord of Life" - II. "Eclipse" - III. "The Preacher the Teacher" - IV. "Apocalypse» | 12 de novembre del 1972; Greensboro, Carolina del Nord | 9:33  |

| 1. | «Mood for a Day»                           | 20 de novembre del 1972; Uniondale, Nova York                                                                      | 2:53 |
| 2. | «Fragments de The Six Wives of Henry VIII» | 14 de novembre del 1972; Athens, Georgia (primers dos terços) + 20 November 1972; Uniondale, New York (últim terç) | 6:37 |
| 3. | «Roundabout»                               | 1 de novembre del 1972; Ottawa, Ontario (Sols la primera part)                                                     | 8:33 |

| 1. | «I've Seen All Good People" - a. "Your Move" - b. "All Good People» | desconegut                            | 7:09  |
| 2. | «Long Distance Runaround"/"The Fish (Schindleria Praematurus)»      | 19 i 23 de febrer del 1972; Nova York | 13:37 |

| 1. | «Close to the Edge" - I. "The Solid Time of Change" - II. "Total Mass Retain" - III. "I Get Up, I Get Down" - IV. "Seasons of Man» | 15 o 16 de desembre del 1972; Londres, Regne Unit | 18:13 |

| 1. | «Yours Is No Disgrace»                                               | 15 de novembre del 1972; Knoxville, Tennessee     | 14:23 |
| 2. | «Starship Trooper" - a. "Life Seeker" - b. "Disillusion" - c. "Würm» | 15 o 16 de desembre del 1972; Londres, Regne Unit | 10:08 |

## Personal
- Jon Anderson – veu principal
- Chris Squire – baix elèctric, cors
- Steve Howe – guitarres elèctriques i acústiques, cors
- Rick Wakeman – teclats
- Bill Bruford – bateria a "Perpetual Change" i "Long Distance Runaround"/"The Fish (Schindleria Praematurus)"
- Alan White – bateria (la resta de cançons)

## Posicions a les llistes de vendes
| Organització    | Certificació | Data                   |
| --------------- | ------------ | ---------------------- |
| EUA (RIAA)      | Or           | 17 de març del 1973    |
| Canadà (CRIAA)  | Or           | 1 de desembre del 1976 |
| EUA (RIAA)      | Platí        | 10 d'abril del 1998    |
| Alemanya (BVMI) | Or           | 1979                   |